# Lampaul-Plouarzel
Lampaul-Plouarzel (tiếng Breton: Lambaol-Blouarzhel) là một xã của tỉnh Finistère, thuộc vùng Bretagne, miền tây bắc Pháp.

## Dân số
Người dân ở Lampaul-Plouarzel được gọi là Lampaulais.